# 세인트루이스 스타타임스
《세인트루이스 스타타임스》(영어: St. Louis Star-Times)는 미국 미주리주 세인트루이스에서 발행되었던 신문이다. 1884년에 《세인트루이스 선데이 세잉스》(영어: The St. Louis Sunday Sayings)라는 이름으로 창간했으며, 1951년 세인트루이스 포스트디스패치에 팔릴 때까지 독립적으로 운영되었다.

## 역사
1884년에 《세인트루이스 선데이 세잉스》라는 이름으로 창간되었다. 이후 이름을 《이브닝 스타세잉스》로 바꾸었으며, 1878년에 두 신문이 합병되어 만들어진 《세인트루이스 포스트디스패치》와 경쟁하는 신문으로 성장했다.
1896년에 《세인트루이스 스타》로, 1905년에 다시 《스타크로니클》이라는 이름으로 변경했다. 1908년에 《세인트루이스 스타》라는 이름으로 되돌아 왔다가 1913년에 《뉴 세인트루이스 스타》로 다시 이름을 변경했으며, 1914년에는 다시 《세인트루이스 스타》로 돌아왔다. 1918년에는 1916년부터 1918년까지 발행부수가 10만부를 넘었던 지역 경쟁지 《타임스》의 발행부수를 추월했다
1932년 6월, 《세인트루이스 스타》는 《타임스》의 발행사인 아메리칸 프레스를 인수한 후 《세인트루이스 스타 앤 타임스》가 되었는데, 기존의 《타임스》는 공화당 계열이었던 반면 《스타》지는 중립을 표방하는 신문이었다.
발행인 엘지 로버츠가 "인건비와 제작 비용의 증가" 때문이라고 밝힌 것처럼, 수년간의 적자를 기록한 《스타》지는 1951년에 《포스트디스패치》의 발행사인 퓰리처 출판사에 매각되었다. 《스타》지의 마지막 호는 그해 6월 15일에 발행되었다.